# عبد الرحمن بن عبد القاري
عبد الرحمن بن عبد القارِيْ القارِّي المدني، تابعي، مختلف في صحبته.

## سيرته
هو من القارة، والقارة ولد محلم بن غالب بن عائذة، قال الزبير بن بكار: عضل والقارة ابنا يثيع بن الهون بن خزيمة بن مدركة. قال الذهبي: ولد في أيام النبوة. وقال أبو داود: أتي به النبي وهو صغير. وقال الواقدي: له صحبة. قال ابن سعد: توفي سنة ثمانين بالمدينة وله ثمان وسبعون سنة.

## من روى عنهم ورووا عنه
- روى عن: عمر وأبي طلحة وأبي أيوب وأبي هريرة وغيرهم.
- روى عنه: السائب بن يزيد وعروة والأعرج والزهري ويحيى بن جعدة بن هبيرة وابنه محمد، وغيرهم.[2][1]
- وثقه أحمد بن صالح الجيلي والعجلي ويحيى بن معين.[3][1]